# 6718 Beiglböck
(6718) Beiglbock, denumire internațională (6718) Beiglböck, este un asteroid din centura principală de asteroizi.

## Descriere
6718 Beiglböck este un asteroid din centura principală de asteroizi. A fost descoperit pe 14 octombrie 1990 la Tautenburg de Lutz Dieter Schmadel și Freimut Börngen. Asteroidul prezintă o orbită caracterizată de o semiaxă mare de 2,91 ua, o excentricitate de 0,07 și o înclinație de 1,6° în raport cu ecliptica.